# 2013 SA87
2013 SA87, também escrito como 2013 SA87, é um objeto transnetuniano (TNO) que está localizado no cinturão de Kuiper, uma região do Sistema Solar. O mesmo possui uma magnitude absoluta de 7,1 e tem um diâmetro com cerca de 167 km.

## Descoberta
2013 SA87 foi descoberto no dia 23 de setembro de 203.

## Órbita
A órbita de 2013 SA87 tem uma excentricidade de 0,068 e possui um semieixo maior de 41,573 UA. O seu periélio leva o mesmo a uma distância de 38,742 UA em relação ao Sol e seu afélio a 44,405 UA.